# Knyagininsky Uyezd
Knyagininsky Uyezd (Княгининский уезд) foi uma das subdivisões do governadorado de Nizhny Novgorod do Império Russo. Situava-se na parte central da governadoria. O seu centro administrativo era Knyaginino.

## Demografia
Na época do Censo do Império Russo de 1897, Knyagininsky Uyezd tinha uma população de 106.191. Destes, 98,0% falavam russo e 1,9% tártaro como língua nativa.